# Copa de Oro Nicolás Leoz
De Copa de Oro Nicolás Leoz (Portugees: Copa de Ouro Nicolás Leoz), kortweg Copa de Oro, was een voetbaltoernooi in Zuid-Amerika dat tussen 1993 en 1996 driemaal georganiseerd werd door de CONMEBOL. De Copa de Oro werd gespeeld door de winnaars van de Copa Libertadores, de Supercopa Sudamericana, de Copa CONMEBOL en de Copa Master de Supercopa.

## Opzet competitie
Vier ploegen mochten meedoen aan de Copa de Oro, dat als knock-outtoernooi werd gespeeld. In 1993 vonden er een halve finale en finale plaats over twee duels, maar een andere halve finale werd over één wedstrijd gespeeld. Tijdens de tweede editie (1995) namen er slechts twee ploegen deel, die in een thuis- en uitwedstrijd streden om de beker. In de laatste editie in 1996 werd de Copa de Oro als een mini-toernooi op neutraal terrein gespeeld.

## Finales
In 1993 en 1995 werd de finale in een thuis- en een uitduel beslist. Voor de laatste editie werd de eindstrijd beslecht in één wedstrijd.
| Jaar | Winnaar         | Uitslagen           | Finalist                   |
| ---- | --------------- | ------------------- | -------------------------- |
| 1993 | CA Boca Juniors | 0-0, 1-0            | Clube Atlético Mineiro (t) |
| 1995 | Cruzeiro EC (t) | 0-1, 1-0 (4-2 n.s.) | São Paulo FC               |
| 1996 | CR Flamengo     | 3-1                 | São Paulo FC               |

- Het team dat de eerste wedstrijd thuis speelde (in 1993 en 1995), is met (t) aangegeven.

### Deelnemers
| Club                   | Winnaar | Finalist | Halvefinalist | Winnaar in: |
| ---------------------- | ------- | -------- | ------------- | ----------- |
| Cruzeiro EC            | 1       | 0        | 1             | 1995        |
| CA Boca Juniors        | 1       | 0        | 0             | 1993        |
| CR Flamengo            | 1       | 0        | 0             | 1996        |
| São Paulo FC           | 0       | 2        | 1             |             |
| Clube Atlético Mineiro | 0       | 1        | 0             |             |
| Grêmio FBPA            | 0       | 0        | 1             |             |
| CA Rosario Central     | 0       | 0        | 1             |             |